# أبو الفضل جعفر بن محمد
أبو الفضل جعفر بن محمد ( 1052 /3-1139 444-534هـ) شاعر أندلسي عربي من القيروان. انتقل إلى الأندلس مع والده ابن شرف في عام 1057م. كان وزيرًا لمحمد المعتصم (حكم1051–1091) ألميريا . لقد فُقدَت معظم أعماله، ولكن من المعروف أنه ألف أشعارًا في المديح والحكمة . وقد ألف مجموعتين من الحكم والأقوال المأثورة نثرًا وشعرًا هما: نهج النص، وسر البر . كتب أرجوزة في الزهد . وقد نقلت بعض قصائده في المختارات، وحفظ ابن بسام بعض الأبيات والرسائل الوزارية. وكان له ولد هو أبو عبد الله محمد، وهو شاعر غنائي أيضًا، حسب المقري.